# Coppa Libertadores
La CONMEBOL Libertadores, anche nota come Copa Libertadores de América o più semplicemente come Copa Libertadores, è la massima competizione calcistica sudamericana per squadre di club ed è organizzata annualmente dalla CONMEBOL. Sebbene sia organizzata dalla confederazione sudamericana, in epoche più recenti la coppa ha visto la partecipazione di club provenienti dal Messico, la cui federazione è affiliata alla CONCACAF, la confederazione centro-nordamericana.
Il vincitore della competizione, oltre a fregiarsi del titolo di campione del Sud America, si qualifica alla Recopa Sudamericana, alla Coppa Intercontinentale FIFA e alla Coppa del mondo per club FIFA.
La squadra più titolata del torneo è l'Independiente, con 7 successi, seguito dal Boca Juniors con 6 trofei e dal Peñarol con 5. Il club campione in carica è il Botafogo, che ha vinto l'edizione più recente.

## Storia
La Coppa Libertadores nacque nel 1960 con il nome di Copa de Campeones de América, sulla falsariga della Coppa dei Campioni d'Europa, della quale ricalcava la formula: analogamente a quello europeo, infatti, al torneo sudamericano erano ammesse solo le squadre campioni delle federazioni sudamericane, anche se poi aderirono effettivamente solo le nazioni iscritte alla CONMEBOL, la confederazione calcistica del Sud America. La finalità esplicita era quella di fornire ai campioni d'Europa un avversario per una nuova prestigiosa manifestazione, la Coppa Intercontinentale. I primi a fregiarsi del titolo di campioni sudamericani furono gli uruguayani del Peñarol, club di Montevideo.
Dal 1965 il torneo raddoppiò il numero di partecipanti, in quanto fu allargato — su proposta della federazione calcistica uruguayana — anche alle squadre seconde classificate di ogni campionato nazionale della CONMEBOL; venne meno la ragione di continuare a chiamarlo Copa de Campeones e fu scelto di omaggiare gli eroi dell'indipendenza dei Paesi dell'America Latina, dando al torneo il nome di Copa Libertadores de América. Successivamente, la partecipazione fu allargata ad altre squadre appartenenti ad altre federazioni non affiliate alla CONMEBOL (segnatamente quella del Messico, la cui federazione calcistica appartiene alla CONCACAF).
Nel 1998 la casa automobilistica giapponese Toyota firmò un contratto di sponsorizzazione con la CONMEBOL che le diede il diritto di dare il suo nome alla competizione, che da allora fu conosciuta come Copa Toyota Libertadores, ma dal 2005 la sponsorizzazione è stata assunta dalla Santander che, oltre che averne cambiato il nome, ha registrato il nuovo logo della Copa Santander Libertadores e ha scelto come nuovo inno l'Inno alla Gioia tratto dalla nona Sinfonia di Ludwig van Beethoven. Dal 2013 al 2017 è subentrata la Bridgestone come sponsor, cambiando denominazione in Copa Bridgestone Libertadores e lasciando immutato l'inno ufficiale.
A vantare il maggior numero di vittorie finali della Coppa è l'Independiente, club argentino della provincia di Buenos Aires, con 7 successi; l'Independiente è anche l'unico club, tra quelli che hanno disputato più di una finale, a non averne persa alcuna. Il club con il maggior numero di finali giocate è l'argentino Boca Juniors, a quota 12, di cui 6 vinte.

## Formula

### Turni di qualificazione
| Primo turno |
| --- |
| - Ultima miglior piazzata del campionato nazionale della squadra campione in carica - Migliore non qualificata della Copa Sudamericana - Quarta classificata del Campeonato Brasileiro Série A - Seconda classificata del Torneo Clausura - Migliore non campione nella classifica unita della Primera División cilena - Migliore non campione nella classifica unita della Primera A - Terza classificata della Serie A - Migliore non campione nella classifica unita della Primera División paraguaiana - Migliore terza nella classifica unita della Torneo Descentralizado - Migliore terza nella classifica unita della Primera División uruguaiana - Migliore terza nella classifica unita della Primera División venezuelana - Migliore terza eleggibile del Torneo Apertura |
| Secondo turno |
| - Campione in carica - Vincitrice della Coppa Sudamericana - Sei vincitrici della prima fase a gruppi - Campione del Torneo Final - Campione del Torneo Inicial - Migliore non campione nella classifica unita della Primera División argentina - Seconda migliore non campione nella classifica unita della Primera División argentina - Campione del Campeonato Brasileiro Série A - Campione della Copa do Brasil - Seconda classificata del Campeonato Brasileiro Série A - Terza classificata del Campeonato Brasileiro Série A - Campione del Torneo Clausura - Campione del Torneo Apertura - Campione del Campeonato Apertura - Campione del Campeonato Clausura - Campione del Torneo Apertura - Campione del Torneo Finalización - Campione della Serie A - Seconda classificata della Serie A - Migliore campione nella classifica unita della Primera División paraguaiana - Migliore seconda squadra campione nella classifica unita della Primera División paraguaiana - Campione del Torneo Descentralizado - Seconda classificata del Torneo Descentralizado - Campione della Primera División uruguaiana - Seconda classificata della Primera División uruguaiana - Campione della Serie Finale del Primera División venezuelana - Seconda migliore classificata nella classifica unita della Primera División venezuelana - Squadra meglio piazzata eleggibile del Torneo Apertura - Seconda meglio piazzata eleggibile del Torneo Apertura |
| Fase a eliminazione diretta |
| - Otto vincitrici della seconda fase a gruppi - Otto seconde classificate della seconda fase a gruppi |

### Regole
Le regole attuali di eliminazione diretta sono uguali a quelle di competizioni come la Champions League europea (la squadra che segna più goal nelle due partite di andata e ritorno avanza, e in caso di parità è avvantaggiata quella che ha segnato più goal fuori casa), ma tale sistema è in vigore solo dall'edizione 2005 della Coppa: storicamente, infatti (dal 1960 al 1987), il sistema di eliminazione prevedeva una terza partita di spareggio nel caso in cui l'andata e il ritorno si fossero risolti in una vittoria per parte (indipendentemente dalla differenza-reti) oppure due pareggi. Il sistema era alquanto elaborato, perché in caso di parità nella terza gara sarebbe passata la squadra che nelle due partite aveva ottenuto la miglior differenza-reti, ma nel caso che anche le due gare precedenti fossero finite in parità sarebbe stato necessario spareggiare la terza partita ai calci di rigore. Per semplificare il sistema, dal 1988 al 2004 fu adottato il criterio della doppia gara che, tuttavia, non teneva conto dei goal segnati fuori casa: in caso di parità di goal segnati alla fine dei due incontri, a determinare la squadra che avanzava sarebbe stato anche in questo caso lo spareggio ai calci di rigore. Infine, dal 2005, come detto, è in vigore il citato criterio della doppia gara con la regola dei goal esterni in caso di parità.

### Torneo
Preliminarmente alla fase a eliminazione diretta, è previsto un primo turno a gironi, cui prendono parte 32 squadre così determinate: 26 ammesse direttamente a tale fase, 6 provenienti da uno spareggio preliminare a eliminazione diretta cui prendono parte 12 squadre, una per federazione nazionale. Le squadre ammesse sono determinate dall'ordine di arrivo nei rispettivi precedenti campionati nazionali.
Attualmente le 32 squadre partecipanti sono così ripartite: Argentina e Brasile 5 (di cui 4 al primo turno); Bolivia, Cile, Colombia, Ecuador, Paraguay, Perù, Uruguay e Venezuela 3 (di cui 2 al primo turno) a cui si aggiunge la squadra detentrice che è ammessa al primo turno dell'edizione successiva, indipendentemente dalla sua posizione in classifica; per tale ragione è riservato, alla federazione della squadra vincitrice dell'edizione precedente, un posto supplementare al turno preliminare. Tra il 1998 ed il 2016 hanno preso parte alla competizione anche squadre messicane.
Le 32 squadre vengono divise in 8 gironi da 4 squadre ciascuno. Sono qualificate agli ottavi di finale a eliminazione diretta le prime due classificate di ogni girone. Per stabilire l'ordine di precedenza si seguono i seguenti criteri, da applicare in sequenza in caso di persistente parità:
- punti realizzati;
- differenza-reti;
- numero di goal realizzati;
- numero di goal realizzati fuori casa;
- sorteggio.

A differenza di altre importanti competizioni, non è previsto, quale criterio discriminante in caso di parità, il risultato degli scontri diretti tra due classificate a pari punti oppure, in caso di più squadre, la classifica avulsa.
I turni successivi, esclusa la finale, si disputano in doppia gara con le regole di punteggio descritte più sopra.
Nella finale, in caso di parità di goal nei due incontri di andata e ritorno i goal realizzati in trasferta hanno lo stesso valore di quelli segnati in casa, e si disputano due tempi supplementari di 15 minuti ciascuno. In caso di ulteriore parità, la vittoria si assegna con la serie dei calci di rigore.
Dall'edizione 2019 la finale si gioca su una sola partita in campo neutro.

## Sponsorizzazioni
Come la Coppa del Mondo FIFA, anche la Copa Libertadores è sponsorizzata da un gruppo di società multinazionali. Tuttavia, a differenza della Coppa del Mondo, il torneo cede i diritti di denominazione ad un unico sponsor principale.
Il primo grande sponsor è stato Toyota Motor Corporation, che ha firmato un contratto di 10 anni con CONMEBOL nel 1997. Il secondo sponsor principale era Banco Santander, che ha firmato un contratto di 5 anni con CONMEBOL nel 2008.
Nel corso degli anni sponsor e marchi secondari del torneo sono o sono stati:
- Santander Group
  - Banco Santander
  - Pasión Libertadores
- Fox Sports
  - Fox Sports Latinoamérica
  - Fox Deportes
  - Fox Sports Brasil
- Heineken International
  - Cristal
  - Kaiser
  - Schneider
  - Tecate

- Konami
  - Pro Evolution Soccer
- Medley
- Makita
- McDonald's
- Nike
- Samsung
- Toyota
- Visa

## Copertura mediatica
Il torneo attrae il pubblico televisivo al di là del Sud America e della Spagna. Le partite sono trasmesse in oltre 135 paesi, con il commento in più di 30 lingue, e quindi la Coppa è spesso considerata come uno degli eventi sportivi più seguiti in TV; Fox Sports Latinoamérica, per esempio, raggiunge più di 25 milioni di famiglie nel solo continente americano. L'edizione 2009 ha visto oltre 1 miliardo di spettatori televisivi complessivi. Torneos y Competencias è uno sponsor secondario che sponsorizza le trasmissioni televisive della Copa Libertadores. Setanta Sports Australia trasmette le partite in diretta della Copa Libertadores in Australia.

## Premi economici Copa Libertadores
Nella edizione 2020 della manifestazione, la CONMEBOL metterà a disposizione premi economici fino a 168,3 milioni di dollari. La squadra vincitrice del torneo riceverà 20,9 milioni di dollari se dovesse cominciare la manifestazione dalla fase a gironi, o al massimo 21,9 milioni di dollari se l'ingresso principale fosse quello del primo turno preliminare. I premi saranno suddivisi in questa maniera:
- Accesso alla prima fase preliminare: 350000 $
- Accesso alla seconda fase preliminare: 500000 $
- Accesso alla terza fase preliminare: 550000 $
- Accesso alla fase a gironi: 1000000 $
- Accesso agli ottavi di finale: 1050000 $
- Accesso ai quarti di finale: 1500000 $
- Accesso alle semifinali: 2000000 $
- Accesso alla finale: 6000000 $
- Squadra campione: 15000000 $

## Albo d'oro
- 1960:   Peñarol (1º)
- 1961:  Peñarol (2º)
- 1962:   Santos (1º)
- 1963:   Santos (2º)
- 1964:   Independiente (1º)
- 1965:   Independiente (2º)
- 1966:   Peñarol (3º)
- 1967:   Racing Club (1º)
- 1968:   Estudiantes (LP) (1º)
- 1969:   Estudiantes (LP) (2º)
- 1970:   Estudiantes (LP) (3º)
- 1971:   Nacional (1º)
- 1972:   Independiente (3º)
- 1973:   Independiente (4º)
- 1974:   Independiente (5º)
- 1975:   Independiente (6º)
- 1976:   Cruzeiro (1º)
- 1977:   Boca Juniors (1º)
- 1978:   Boca Juniors (2º)
- 1979:   Olimpia (1º)
- 1980:   Nacional (2º)
- 1981:   Flamengo (1º)
- 1982:   Peñarol (4º)
- 1983:   Grêmio (1º)
- 1984:   Independiente (7º)
- 1985:   Argentinos Juniors (1º)
- 1986:   River Plate (1º)
- 1987:   Peñarol (5º)
- 1988:   Nacional (3º)
- 1989:   Atlético Nacional (1º)
- 1990:   Olimpia (2º)
- 1991:   Colo-Colo (1º)
- 1992:   San Paolo (1º)
- 1993:   San Paolo (2º)
- 1994:   Vélez Sarsfield (1º)
- 1995:   Grêmio (2º)
- 1996:   River Plate (2º)
- 1997:   Cruzeiro (2º)
- 1998:   Vasco da Gama (1º)
- 1999:   Palmeiras (1º)
- 2000:   Boca Juniors (3º)
- 2001:   Boca Juniors (4º)
- 2002:   Olimpia (3º)
- 2003:   Boca Juniors (5º)
- 2004:   Once Caldas (1º)
- 2005:   San Paolo (3º)
- 2006:   Internacional (1º)
- 2007:   Boca Juniors (6º)
- 2008:   LDU Quito (1º)
- 2009:   Estudiantes (LP) (4º)
- 2010:   Internacional (2º)
- 2011:   Santos (3º)
- 2012:   Corinthians (1º)
- 2013:   Atlético Mineiro (1º)
- 2014:   San Lorenzo (1º)
- 2015:   River Plate (3º)
- 2016:   Atlético Nacional (2º)
- 2017:   Grêmio (3º)
- 2018:   River Plate (4º)
- 2019:   Flamengo (2º)
- 2020:   Palmeiras (2º)
- 2021:   Palmeiras (3º)
- 2022:   Flamengo (3º)
- 2023:   Fluminense (1º)
- 2024:   Botafogo (1º)

## Record e statistiche

### Vittorie per federazione
| Paese     | Titoli | Squadre vincenti |
| --------- | ------ | --- |
| Argentina | 25     | Independiente (7), Boca Juniors (6), Estudiantes (LP) (4), River Plate (4), Racing Club (1), Argentinos Juniors (1), Vélez Sarsfield (1), San Lorenzo (1)                                   |
| Brasile   | 24     | San Paolo (3), Santos (3), Grêmio (3), Palmeiras (3), Flamengo (3), Cruzeiro (2), Internacional (2), Vasco da Gama (1), Corinthians (1), Atlético Mineiro (1), Fluminense (1), Botafogo (1) |
| Uruguay   | 8      | Peñarol (5), Nacional (3) |
| Paraguay  | 3      | Olimpia (3) |
| Colombia  | 3      | Atlético Nacional (2), Once Caldas (1) |
| Cile      | 1      | Colo-Colo (1) |
| Ecuador   | 1      | LDU Quito (1) |

### Vittorie per club
| Club               | Vittorie | Secondi posti | Finali giocate | Anni vittorie                            | Anni secondi posti                 |
| ------------------ | -------- | ------------- | -------------- | ---------------------------------------- | ---------------------------------- |
| Independiente      | 7        | 0             | 7              | 1964, 1965, 1972, 1973, 1974, 1975, 1984 |                                    |
| Boca Juniors       | 6        | 6             | 12             | 1977, 1978, 2000, 2001, 2003, 2007       | 1963, 1979, 2004, 2012, 2018, 2023 |
| Peñarol            | 5        | 5             | 10             | 1960, 1961, 1966, 1982, 1987             | 1962, 1965, 1970, 1983, 2011       |
| River Plate        | 4        | 3             | 7              | 1986, 1996, 2015, 2018                   | 1966, 1976, 2019                   |
| Estudiantes (LP)   | 4        | 1             | 5              | 1968, 1969, 1970, 2009                   | 1971                               |
| Olimpia            | 3        | 4             | 7              | 1979, 1990, 2002                         | 1960, 1989, 1991, 2013             |
| Nacional           | 3        | 3             | 6              | 1971, 1980, 1988                         | 1964, 1967, 1969                   |
| San Paolo          | 3        | 3             | 6              | 1992, 1993, 2005                         | 1974, 1994, 2006                   |
| Palmeiras          | 3        | 3             | 6              | 1999, 2020, 2021                         | 1961, 1968, 2000                   |
| Santos             | 3        | 2             | 5              | 1962, 1963, 2011                         | 2003, 2020                         |
| Grêmio             | 3        | 2             | 5              | 1983, 1995, 2017                         | 1984, 2007                         |
| Flamengo           | 3        | 1             | 4              | 1981, 2019, 2022                         | 2021                               |
| Cruzeiro           | 2        | 2             | 4              | 1976, 1997                               | 1977, 2009                         |
| Internacional      | 2        | 1             | 3              | 2006, 2010                               | 1980                               |
| Atlético Nacional  | 2        | 1             | 3              | 1989, 2016                               | 1995                               |
| Colo-Colo          | 1        | 1             | 2              | 1991                                     | 1973                               |
| Fluminense         | 1        | 1             | 2              | 2023                                     | 2008                               |
| Atlético Mineiro   | 1        | 1             | 2              | 2013                                     | 2024                               |
| Racing Club        | 1        | 0             | 1              | 1967                                     |                                    |
| Argentinos Juniors | 1        | 0             | 1              | 1985                                     |                                    |
| Vélez Sarsfield    | 1        | 0             | 1              | 1994                                     |                                    |
| Vasco da Gama      | 1        | 0             | 1              | 1998                                     |                                    |
| Once Caldas        | 1        | 0             | 1              | 2004                                     |                                    |
| LDU Quito          | 1        | 0             | 1              | 2008                                     |                                    |
| Corinthians        | 1        | 0             | 1              | 2012                                     |                                    |
| San Lorenzo        | 1        | 0             | 1              | 2014                                     |                                    |
| Botafogo           | 1        | 0             | 1              | 2024                                     |                                    |

## Record individuali

### Classifica marcatori
| Rank | Nazione   | Giocatore           | Gol | Partite | Percentuale realizzativa | Debutto | Periodo   | Clubs                                                             |
| ---- | --------- | ------------------- | --- | ------- | ------------------------ | ------- | --------- | ----------------------------------------------------------------- |
| 1    | Ecuador   | Alberto Spencer     | 54  | 87      | 0,62                     | 1960    | 1960-1972 | Peñarol Barcelona SC                                              |
| 2    | Uruguay   | Fernando Morena     | 37  | 77      | 0,48                     | 1973    | 1973-1986 | Peñarol                                                           |
| 3    | Uruguay   | Pedro Rocha         | 36  | 88      | 0,41                     | 1962    | 1962-1979 | Peñarol San Paolo Palmeiras                                       |
| 4    | Argentina | Daniel Onega        | 31  | 47      | 0,66                     | 1966    | 1966-1973 | River Plate                                                       |
| 4    | Brasile   | Gabriel Barbosa     | 31  | 53      | 0,58                     | 2018    | 2018-     | Santos Flamengo                                                   |
| 6    | Uruguay   | Julio Morales       | 30  | 76      | 0,39                     | 1966    | 1966-1981 | Nacional                                                          |
| 6    | Argentina | Lucas Pratto        | 30  | 93      | 0,32                     | 2011    | 2011-     | Universidad Católica Vélez Sarsfield Atlético Mineiro River Plate |
| 8    | Brasile   | Luizão              | 29  | 43      | 0,67                     | 1998    | 1998-2009 | Vasco da Gama Corinthians Grêmio San Paolo                        |
| 8    | Argentina | Juan Carlos Sarnari | 29  | 62      | 0,47                     | 1966    | 1966-1976 | River Plate Universidad Católica Universidad de Chile Santa Fe    |
| 8    | Colombia  | Antony de Ávila     | 29  | 94      | 0,31                     | 1983    | 1983-1998 | América de Cali Barcelona SC                                      |
| 11   | Argentina | Luis Artime         | 26  | 40      | 0,65                     | 1966    | 1966-1974 | Independiente Nacional                                            |
| 11   | Bolivia   | Juan Carlos Sánchez | 26  | 53      | 0,49                     | 1973    | 1973-1992 | Wilstermann Blooming San José                                     |

### Classifica presenze
| Rank | Nazione   | Giocatore          | Presenze | Gol | Dal  | Al   | Clubs                                                                |
| ---- | --------- | ------------------ | -------- | --- | ---- | ---- | -------------------------------------------------------------------- |
| 1    | Paraguay  | Ever Hugo Almeida  | 113      | 0   | 1973 | 1990 | Olimpia                                                              |
| 2    | Colombia  | Antony de Ávila    | 94       | 29  | 1983 | 1998 | América de Cali, Barcelona SC                                        |
| 3    | Bolivia   | Vladimir Soria     | 93       | 4   | 1986 | 2000 | Bolívar                                                              |
| 3    | Argentina | Lucas Pratto       | 93       | 30  | 2011 |      | Universidad Católica, Vélez Sarsfield, Atlético Mineiro, River Plate |
| 5    | Colombia  | Willington Ortiz   | 92       | 19  | 1973 | 1988 | Millonarios, América de Cali, Deportivo Cali                         |
| 6    | Brasile   | Rogério Ceni       | 90       | 14  | 2004 | 2015 | San Paolo                                                            |
| 7    | Uruguay   | Pedro Rocha        | 88       | 36  | 1962 | 1979 | Peñarol, San Paolo, Palmeiras                                        |
| 8    | Ecuador   | Alberto Spencer    | 87       | 54  | 1960 | 1972 | Peñarol, Barcelona SC                                                |
| 8    | Bolivia   | Carlos Borja       | 87       | 11  | 1979 | 1997 | Bolívar                                                              |
| 10   | Paraguay  | Juan Battaglia     | 85       | 22  | 1978 | 1990 | Cerro Porteño, América de Cali                                       |
| 11   | Colombia  | Álex Escobar       | 83       | 14  | 1985 | 2000 | América, LDU Quito                                                   |
| 12   | Argentina | Clemente Rodríguez | 82       | 2   | 2001 | 2013 | Boca Juniors, Estudiantes (LP)                                       |